# Georg Friedrich von Jaeger
Georg Friedrich Jaeger, ab 1808 von Jaeger, (auch Jäger; * 6. Oktober 1766 auf Schloss Favorite bei Ludwigsburg; † 24. Juni 1840 in Stuttgart) war ein deutscher Forstmann und Verwaltungsbeamter.

## Leben
Jaeger war Sohn von Johann Jakob Jaeger, einem herzoglichen Kammerhusar und Jagdlakai. Nach dem Besuch der Ludwigsburger Lateinschule wurde er 1782 als Student der Forstwirtschaft an der Hohen Carlsschule aufgenommen. Nach Abschluss des Studiums ging er 1786 in den württembergischen Schwarzwald, um sich unter der Leitung des Oberforstmeisters Carl Christian von Weitershausen in Freudenstadt in der forstwirtschaftlichen Praxis weiterbilden zu lassen. Von dort aus bewarb er sich um eine entsprechende Professur an der Universität Freiburg im Breisgau. Seine Berufung scheiterte schließlich nicht an seinen Fähigkeiten, diese sprach man ihm zu, allerdings hielt man ihn für zu jung für das Amt.
Jaeger wurde am 11. November 1787 von Herzog Carl Eugen von Württemberg zum Lehrer der Naturgeschichte bei der herzoglichen Jägergarde in Hohenheim ernannt, wobei er hauptsächlich Zoologie unterrichtete. Diese Stellung hatte er bis zum 1. April 1789 inne. Im Sommer 1790 war er kurzzeitig beim Herzoglichen Kirchenrat für dessen Waldungen angestellt, erhielt allerdings in dieser Zeit eine größere Geldsumme für eine ausgedehnte Studienreise, die er vom 16. August 1790 bis 18. Mai 1792 absolvierte. Er durchreiste Deutschland über den Harz, Hannover, das Riesengebirge, das Erzgebirge und schließlich über Franken und Bayern zurück nach Württemberg. Dabei konnte er viele anhaltende Kontakte knüpfen.
Jaeger erhielt nach seiner Rückkehr in Stuttgart am 8. Juni 1792 eine Anstellung als Forstkommissar, außerdem erledigte er die Kultur- und Betriebsregulierungsarbeiten bei der kirchenrätlichen Forstverwaltung. Diese Stellungen ermöglichten es ihm, die Forste in der gesamten Herrschaft zu erkunden. Am 17. März 1806 wurde er Forstrat mit Sitz und Stimme in der königlichen Forstdirektion, am 12. Februar 1811 Forstreferent bei der königlichen Hof- und Domainenkammer. Am 8. Juni 1811 wurde er zum Oberforstrat ernannt. Im Dezember 1817 erhielt er die Beförderung zum ersten votierenden Rat im Forstratskollegium des Kronforstes. Zum 1. Juli 1824 bis zu dessen Auflösung 1827 war er Dirigent des Gremiums. Anschließend war er bis zu seiner Versetzung in den Ruhestand am 9. März 1840 im königlichen Finanzministerium tätig. Kurz darauf verstarb er.

## Werke
Jaeger war von 1790 bis 1799 Mitarbeiter am Journal für das Forst- und Jagdwesen seines Schwagers Johann Daniel Reitter sowie von 1797 bis 1803 an den Abbildungen der 100 deutschen wilden Holzarten nach dem Nummerverzeichniß im Forsthandbuch des Herrn von Burgsdorf. Außerdem wurde von ihm postum 1857 in Breslau und Bonn die Osteologische Bemerkungen veröffentlicht. Es wird als sein Verdienst eingeordnet, dass die geplante Niederwaldwirtschaft in den württembergischen Staatswäldern verhindert werden konnte.

## Ehrungen
- 1808 Ritter des württembergischen Zivilverdienstordens
- 1812 Wahl zum Mitglied der Sachsen-gothaischen und meiningischen Sozietät der Forst- und Jagdkunde zu Dreisigacker
- 1830 Ritter des Ordens der Württembergischen Krone
- 1837 Wahl zum Mitglied der Kaiserlich-Russischen Gesellschaft zur Beförderung der Waldwirthschaft